# نهاية الطريق (فلم)
نهاية الطريق هو فيلم مصري عرض عام 1960، بطولة هدى سلطان ورشدي أباظة، ومن إخراج كمال عطية.

## قصة الفيلم
تتزوج شربات من الشاب الذي أحبته بعد أن وقفت إلى جواره وساعدته أن يتحول من عامل إلى محامي بعد أن تمكن من الالتحاق بالجامعة، لكن طموح زوجها الشاب لا يتوائم مع طموحات شربات، فهي تراه زوجًا فاشلاً، وقد تعثر كثيرًا، تنفصل عن زوجها وتنتقل بين أكثر من علاقة غير شرعية، فتحب طالبًا ثريًا، ثم تتزوج من أبيه، تدب الغيرة في قلب الابن، فيقتل أباه ويدخل السجن، وتهنأ شربات بالثروة التي تركها لها زوجها القتيل، تتعرف شربات على رجل آخر، يدعي أنه ثري وينصب شباكه حول ثروتها حتى يتمكن من سلبها إياها، ذات يوم تلتقي بزوجها الأول وقد صار رجلاً مرموقًا في مهنته، بعد أن تعثر بعض الوقت، تقرر أن تبتعد عنه بعد أن صار زوجًا وأبًا.

## طاقم التمثيل
- هدى سلطان: (شربات)
- رشدي أباظة: (حسين)
- عمر الحريري: (فؤاد النصاب)
- عباس فارس: (الحاج عبده)
- توفيق الدقن: (فتحي ابن الحاج عبده)
- وداد حمدي: (بطة صديقة شربات)
- أحمد سعيد: (الأسطى بيومي)
- ثريا فخري: (نفوسة أم شربات)
- حسن البارودي: (كاتب عند الحاج عبده)
- لطفي الحكيم
- عدوي غيث: (مدير مصنع النسيج)
- عبد المنعم إسماعيل: (من أهل الحي)
- عبد النبي محمد: (من معاكسي شربات)
- حسين عبد الخالق
- منير الفنجري
- حسين إسماعيل: (من أهل الحي)
- إيلين لامبرينيدو: (راقصة)
- فوزية محمد: (راقصة)
- خيرية خيري
- عبد المنعم سعودي: (من أهل الحارة)
- عباس الدالي: (عامل بالمصنع)

## فريق العمل
- إخراج: كمال عطية
- تأليف: كامل حفناوي
- مدير التصوير: محمود نصر
- مونتاج: حسين عفيفي
- إنتاج: أحمد كامل حفناوي
- توزيع: منتخبات بهنا فيلم
- تأليف الأغاني: كمال عطية
- ألحان الأغاني: محمد الموجي